# Occhi grandi grandi
Occhi grandi grandi è un singolo della cantante Italiana Francesca Michielin, pubblicato il 9 settembre 2022 come secondo estratto dal quinto album in studio Cani sciolti.

## Descrizione
Il brano è stato scritto da Francesca Michielin assieme a Tropico e Stefano Tognini per il testo e con Tognini per la musica.

## Accoglienza
Fabio Fiume, recensendo il brano per All Music Italia, ha assegnato al singolo un punteggio di 7 su 10, trovando che, sebbene sia apprezzata «il suo essere artista, la sua voglia di sperimentare» Occhi grandi grandi si presta a farla «imprigionare dai suoni» della canzone stessa. Nonostante ciò, Fiume apprezza il significato del testo, ovvero di come «a volte ci si possa osservare, piacersi e non avere il coraggio di avvicinarsi» e della produzione presentata «con un bel tiro e dinamiche dosate in maniera sapiente».
Giulia Ciavarelli di TV Sorrisi e Canzoni ha spiegato che presenta un'«insolita» sonorità nu metal, pur contaminata da «elementi elettronici che da sempre contraddistinguono il suo percorso musicale» e che esprime a pieno il senso «di sentirsi incapaci di comunicare, trattenuti, nonostante la voglia di sentire il cuore volare in alto» raccontato nel testo. TGcom24 si sofferma sulla vocalità della cantante, definita «stropicciata» e «mai urlata» posta su di una melodia dal «climax ascendente».

## Tracce
Testi di Davide Petrella, Francesca Michielin e Stefano Tognini, musiche di Stefano Tognini e Francesca Michielin.
1. Occhi grandi grandi – 3:05